# Stadtkirche Calau

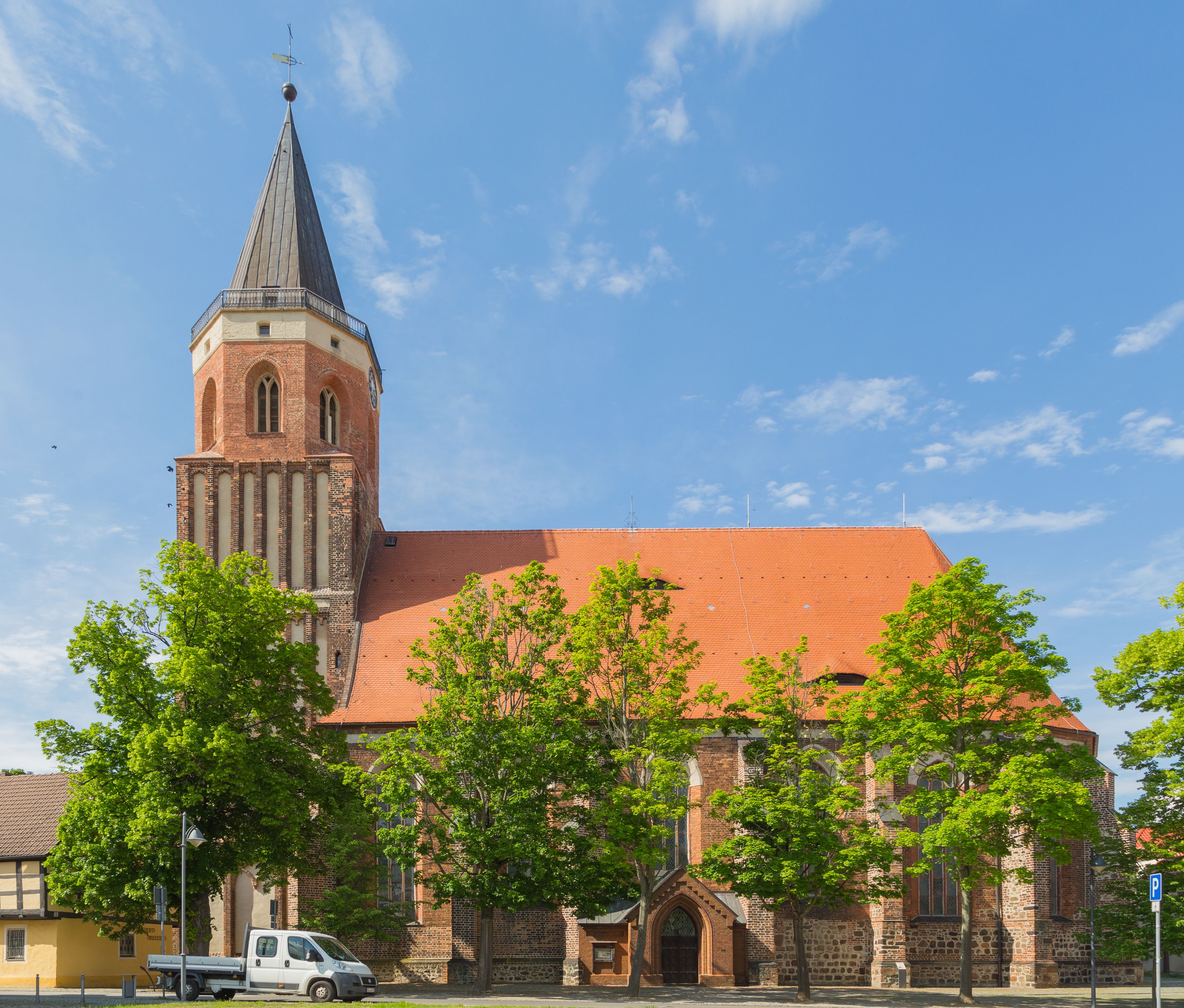
Stadtkirche Calau (2019)

Die Stadtkirche Calau ist eine evangelische Kirche in der südbrandenburgischen Stadt Calau im Landkreis Oberspreewald-Lausitz. Sie befindet sich westlich des Marktplatzes zwischen der Kirch- und der Schlossstraße und zählt zu den Baudenkmalen in Calau. Die Kirchengemeinde gehört zum Kirchenkreis Niederlausitz der Evangelischen Kirche Berlin-Brandenburg-schlesische Oberlausitz.

## Geschichte

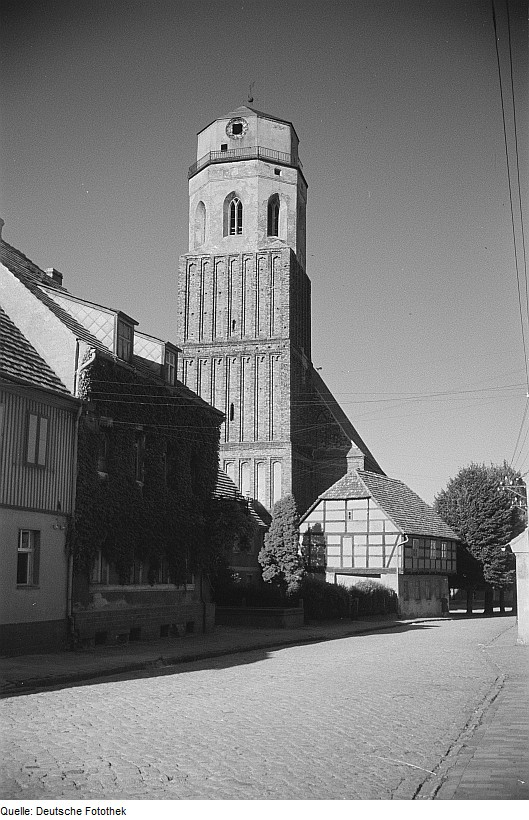
Ansicht von 1952

Im 13. Jahrhundert entstand aus Feldsteinen und Raseneisenstein zunächst ein Vorgängerbau im Stil der Spätgotik, der im 14. Jahrhundert vergrößert wurde. Dabei wurden erste Grundlagen für die spätere Hallenkirche gelegt. Die zwei westlichen Joche wurden nach Angaben im Dehio-Handbuch erst im dritten Viertel des 15. Jahrhunderts errichtet; der 70 m hohe Kirchturm Jahr 1480. Dieser bekam später eine barocke Turmhaube aufgesetzt. Um 1500 wurde der Sakralbau um einen Nordanbau aus Feldsteinen ergänzt. Ende des 19. Jahrhunderts kam eine Südvorhalle hinzu. Zum Ende des Zweiten Weltkriegs wurde die Kirche stark beschädigt, dabei stürzte 1947 das Kreuzgewölbe ins Kircheninnere.
In den Nachkriegsjahren wurde die Kirche wieder aufgebaut, dabei wurde die zerstörte Turmhaube durch einen Spitzhelm ersetzt. Die erneute Einweihung fand am 17. Dezember 1950 statt. Im Jahr 1962 setzten Handwerker einen gotisierenden Spitzhelm aus Beton auf das Bauwerk. Nach der politischen Wende in der DDR 1989/1990 wurde die Kirche vollständig saniert. Dabei wurde die Betonspitze mit Kupfer eingedeckt. In den Sommermonaten wird das Gebäude an Sonntagen für den Gottesdienst genutzt. In den Wintermonaten finden sie in der Landkirche statt.

## Baubeschreibung

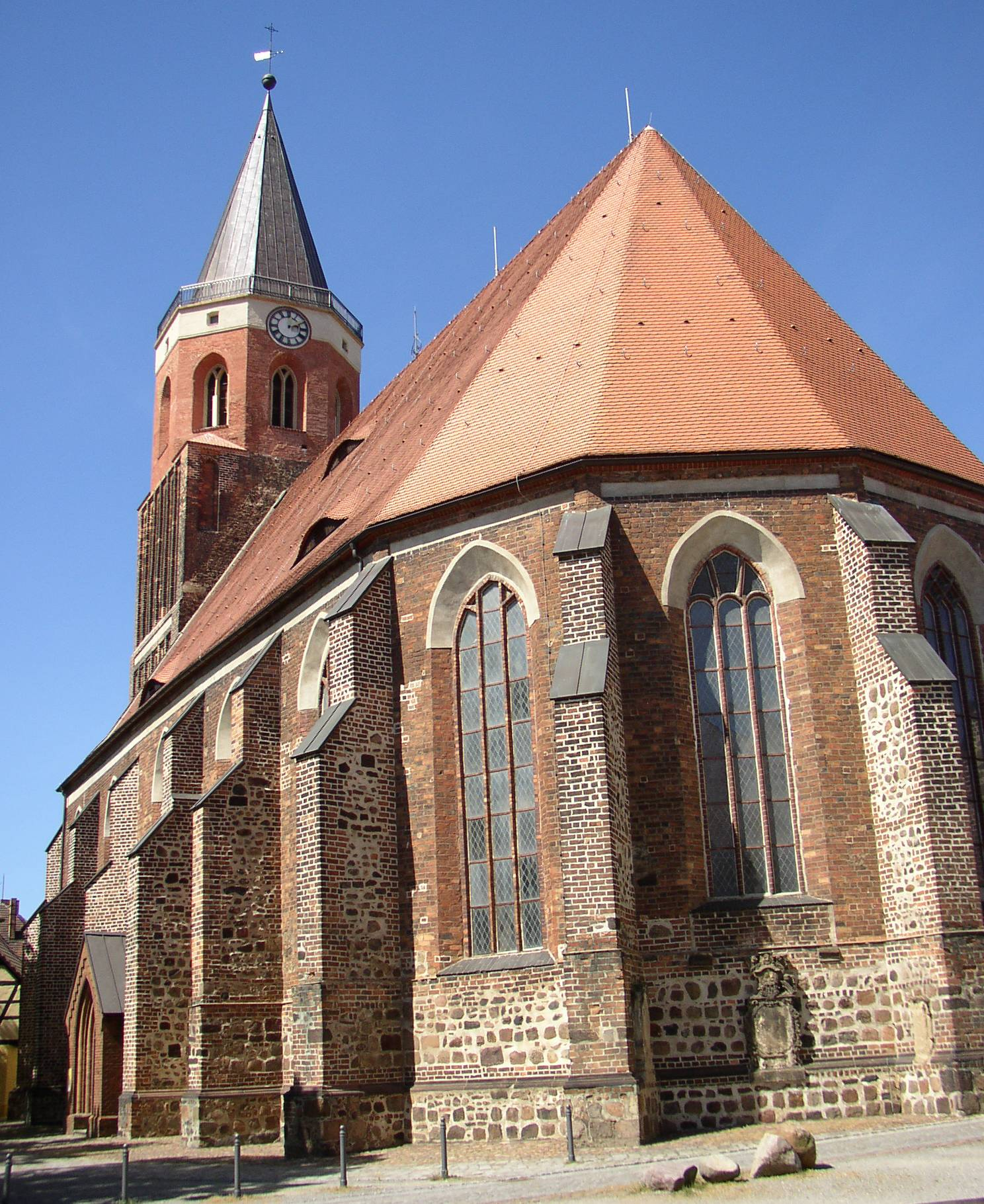
Ostschluss mit Strebepfeilern (2007)

Der Chorraum setzt im Osten des Gebäudes an. Er ist außen fünfseitig und innen dreiseitig. An den Umgangswänden des Chorraums befinden sich Zwillingsblendnischen. Die Seitenschiffe sind um den Chorraum gezogen.
Das Kirchenschiff ist fünf Joch lang und wird durch umlaufende, gestufte Strebepfeiler stabilisiert. In den Feldern ist je ein hohes, dreigeteiltes Spitzbogenfenster mit einem erneuerten Maßwerk. Die Laibung der Fenster ist abgeschrägt. Neben dem zweiten Joch auf der Nordseite ist ein zugesetztes, spitzbogenförmiges Portal, das vermutlich vom Vorgängerbau stammt.
Das kielbogige Westportal stammt vom Ende des 15. Jahrhunderts; es ist mit Krabbenschmuck verziert. Das Backsteinportal hat seitliche Fialen. Der Turmeingang wird von einem Netzgratgewölbe überspannt. Der vierseitige Kirchturm ist im Westen angesetzt und mehrfach mit Blenden gegliedert. Im Erdgeschoss sind breite Spitzbögen, die nach oben hin stichbogig, schwalbenschwanzförmig und schließlich kielbogig werden. Darüber ist ein achteckiges Geschoss mit Klangarkaden. Er wird von einem weit sichtbaren Spitzhelm bedeckt, der von einer Kugel, einer Wetterfahne und einem Kreuz bekrönt wird.

## Ausstattung
Die ursprüngliche Ausstattung des Bildschnitzers A. Schultze wurde 1947 vollständig zerstört. Die neue Ausstattung, Altar und Kanzel, ist schlicht gehalten und stammt aus den Jahren 1950 bis 1960. Die Taufe besteht aus Sandstein. An der Nordseite ist als Seitenaltar der Vorberger Altar aufgestellt. Der Altar stammt aus dem durch den Tagebau Seese-Ost devastierten Ort Vorberg; er ist aus Linden- und Kiefernholz gefertigt. Im Hauptfeld aus der Zeit um 1600 ist Jesus am Kreuz dargestellt, links von ihm steht Maria und rechts Josef von Nazaret. Auf dem Altar steht der Messias als Auferstandener. In der Predella von 1664 ist das letzte Abendmahl dargestellt. Am rechten Rand sitzt Judas. Der Kanzelkorb wurde um 1650 geschaffen und zeigt Jesus Christus sowie die Evangelisten. Er stand in dem ebenfalls 1968 devastierten Ort Tornow.
Die Spitzbogenarkaden ruhen kämpferlos auf achteckigen Pfeilern. Das Bauwerk ist seit der Beschädigung im Zweiten Weltkrieg in seinem Innern flach gedeckt. Das ursprüngliche Netzgewölbe ist lediglich in den beiden westlichen Joche noch erhalten.
Die Orgel, erbaut von der Firma Alexander Schuke aus Potsdam, stammt aus dem Jahr 1954.